# Hydrostabile Pflanze
Hydrostabile Pflanzen gleichen kurzfristige Schwankungen ihrer Wasserbilanz, wie sie im Tagesverlauf vorkommen, aus. Ihr Wassergehalt schwankt nur in sehr geringem Ausmaß. Dies kann durch ein stark entwickeltes Wurzelsystem, durch empfindliche Regulation der Stomata und evtl. durch Wasserspeicher bewerkstelligt werden. Wasserspeicher sind bei sukkulenten Pflanzen zu finden. Sie können aus ihrem Wasserspeichergewebe vorübergehend Wasser entnehmen. 
Nicht zu verwechseln sind die Begriffe hydrostabil und homoiohydrisch. Letzterer bezeichnet die allgemeine Fähigkeit zur Regulierung des Wasserhaushalts. 
Das Gegenstück zu den hydrostabilen sind die hydrolabile Pflanzen.